# Martín Vidaurre
Martín Vidaurre Kossmann (ur. 18 lutego 2000 w Santiago) – chilijski kolarz górski i szosowy, olimpijczyk z Tokio 2021 i z Paryża 2024, mistrz świata juniorów oraz wicemistrz świata i Ameryki seniorów.
Od strony matki jest pochodzenia niemieckiego. W 2021 został pierwszym mistrzem świata w kolarstwie górskim z Ameryki Południowej.

## Wyniki

### Udział w zawodach międzynarodowych
| Impreza                  | Rok  | Miejsce          | Wyniki        | Wyniki      | Wyniki      |
| Impreza                  | Rok  | Miejsce          | cross-country | maraton MTB | short track |
| ------------------------ | ---- | ---------------- | ------------- | ----------- | ----------- |
| Igrzyska olimpijskie     | 2021 | Tokio            | 16            | –           | –           |
| Igrzyska olimpijskie     | 2024 | Paryż            | 11            | –           | –           |
| Mistrzostwa świata       | 2019 | Mont-Sainte-Anne | 4             | –           | –           |
| Mistrzostwa świata       | 2020 | Leogang          | 6             | –           | –           |
| Mistrzostwa świata       | 2021 | Val di Sole      | [ a ]         | –           | –           |
| Mistrzostwa świata       | 2022 | Les Gets         | 4             | –           | –           |
| Mistrzostwa świata       | 2023 | Glasgow          | 58            | –           | –           |
| Mistrzostwa świata       | 2024 | Vallnord         | 21            | srebro      | DNF         |
| Igrzyska Panamerykańskie | 2019 | Lima             | brąz          | –           | –           |
| Igrzyska Panamerykańskie | 2023 | Santiago         | srebro        | –           | –           |
| Mistrzostwa Ameryki      | 2021 | Salinas          | –             | –           | srebro      |
| Mistrzostwa Ameryki      | 2022 | Catamarca        | –             | –           | brąz        |
| Mistrzostwa Ameryki      | 2023 | Congonhas        | 7             | –           | srebro      |

### Kolarstwo szosowe
Reprezentował Chile także w kolarstwie szosowym na Igrzyskach Olimpijskich Młodzieży 2018 (14 miejsce) i Igrzyskach Panamerykańskich 2023 (4 miejsce).